# Мансфилд (тауншип, Миннесота)
Мансфилд (англ. Mansfield) — тауншип в округе Фриборн, Миннесота, США. На 2000 год его население составило 289 человек.

## География
По данным Бюро переписи населения США площадь тауншипа составляет 93,6 км², из которых 93,6 км² занимает суша, а 0,1 км² — вода (0,06 %).

## Демография
По данным переписи населения 2000 года здесь находились 289 человек, 114 домохозяйств и 90 семей.  Плотность населения —  3,1 чел./км².  На территории тауншипа расположено 120 построек со средней плотностью 1,3 построек на один квадратный километр. Расовый состав населения: 98,96 % белых, 0,35 % c Тихоокеанских островов и 0,69 % приходится на две или более других рас. Испанцы или латиноамериканцы любой расы составляли 1,38 % от популяции тауншипа.
Из 114 домохозяйств в 27,2 % воспитывались дети до 18 лет, в 71,9 % проживали супружеские пары, в 6,1 % проживали незамужние женщины и в 20,2 % домохозяйств проживали несемейные люди. 18,4 % домохозяйств состояли из одного человека, при том 8,8 % из — одиноких пожилых людей старше 65 лет. Средний размер домохозяйства — 2,54, а семьи — 2,79 человека.
20,8 % населения — младше 18 лет, 9,3 % — в возрасте от 18 до 24 лет, 24,6 % — от 25 до 44, 28,4 % — от 45 до 64, и 17,0 % — старше 65 лет. Средний возраст — 43 года. На каждые 100 женщин приходилось 100,7 мужчин.  На каждые 100 женщин старше 18 приходилось 108,2 мужчин.
Средний годовой доход домохозяйства составлял 40 714 долларов, а средний годовой доход семьи —  46 875 долларов. Средний доход мужчин —  30 833  доллара, в то время как у женщин — 25 625. Доход на душу населения составил 16 960 долларов. За чертой бедности находились 4,6 % семей и 7,0 % всего населения тауншипа, из которых 7,8 % младше 18 и 1,6 % старше 65 лет.